# Mimosa paupera
Mimosa paupera är en ärtväxtart som beskrevs av George Bentham. Mimosa paupera ingår i släktet mimosor, och familjen ärtväxter.

## Underarter
Arten delas in i följande underarter:
- M. p. longepedunculata
- M. p. paupera